# Correntina
Correntina es un municipio brasileño del estado de la Bahia. Su población estimada en 2009 era de 32.980 habitantes.